# ميكا جونسون
ميكا جونسون (بالإنجليزية: Mika Johnson)‏ هو مخرج أمريكي، ولد في 10 يوليو 1975 في سان دييغو في الولايات المتحدة.

## وصلات خارجية
- ميكا جونسون على موقع IMDb (الإنجليزية)
- ميكا جونسون على موقع أول موفي (الإنجليزية)
- ميكا جونسون على موقع كينوبويسك (الروسية)